# Флаг Фрисландии
Флаг Фрисландии — официальный символ нидерландской провинции Фрисландия.

## Символика
Семь красных листьев кубышки (з.-фриз. pompeblêden) указывают на независимые в Средние века государства, объединённые борьбой против норманнов. Число этих государств не было равно семи, число семь следует толковать в значении «много». Тем не менее, некоторые источники указывают на семь фризских земель: Западную Фрисландию, Вестерго, Остерго, Хунсиго, Фивельго, Эмсинго и Еверланд.

## История
Наиболее ранним известным изображением фризского флага является вымпел в «Хронике Брабанта», рукописи второй половины XIV века. На вымпеле были изображены золотые львы в окружении сребреников (серебряных прямоугольников). Во французском гербовнике 1475 года изображен герб «короля Фрисландии»: на лазоревом поле, разделённом тремя серебряными перевязями, девять червлёных сердец (1, 3, 3, 2). Похожий флаг встречается и в хронике Винсемиуса (1586—1644). Хроника Винсемиуса была популярна в XIX веке, и при подготовке к коронации королевы Вильгельмины в 1898 году выбор штатов Фрисландии выпал именно на этот вариант. Херке Веннинг, художник, разработавший флаг и его описание для использования при коронации, подчёркивал, что красные фигуры являются листьями кубышки, а не сердцами. В таком виде флаг используется и сегодня.
Мотив сине-белых полос с красными фигурами существенно старше флага Фрисландии. На основании саги о Кудрун появление этого мотива в скандинавских странах датируется XII веком.

## Использование
В отличие от других провинций Нидерландов, жители которых зачастую не знают, как выглядит флаг их провинции, флаг Фрисландии популярен во Фрисландии.